# Émancipation (Stargate)
Pour les articles homonymes, voir Émancipation.
Émancipation est le quatrième épisode de la première saison de la série Stargate SG-1. Le scénario est de Katharyn Powers et la réalisation de Jeff Woulnough. Il a été diffusé pour la première fois le 8 août 1997 aux États-Unis sur la chaîne Showtime.

## Résumé
SG-1 arrive sur une planète où elle rencontre la tribu des "Shavadaï", un peuple descendant d'anciennes tribus mongoles de la Terre. Il accueille amicalement les membres de l'équipe car celle-ci a sauvé Abu, le fils du chef Moughal. Cependant Samantha Carter doit s'habiller comme les femmes de la tribu pour respecter la loi, parce que les femmes ne sont pas autorisés de porter des vêtements d'homme, elles doivent être voilées, elle doivent obéir et elle ne doivent pas dire quelques choses sans autorisation et c'est une discrimination sexuelle. Dans la nuit, alors que le campement est à la fête, le fils du chef enlève Carter dans le but de l'échanger au chef de la tribu ennemie contre Nya la fille qu'il aimerait épouser, elle-même fille du chef nommé Turghan de la tribu ennemie. Abu n'arrive cependant pas à échanger Carter et se résout à la vendre pour de l'or.
SG-1 va évidemment tout mettre en œuvre pour la récupérer et de son côté Carter essaie de s'échapper en vain et se fait prendre. Le père d'Abu décide alors d'attendre le petit matin pour négocier la libération de Carter avec son rival. Lors de négociations difficiles, le chef ennemi se laisse convaincre par l'offre du colonel O'Neill : son pistolet contre Carter.
Après avoir campé une nuit, Abu demande de l'aide à SG-1 afin de libérer Nya qui risque d'être lapidée par son propre père, en raison de la tentative de fuite de Nya par désobéissance. Moughal, le père d'Abu ne voit alors qu'une solution pour éviter la guerre entre les deux clans et le martyre des féminins à la cruauté sexuelle : un duel à mort.
C'est Carter qui se charge du défi et qui bat finalement le chef ennemi. Nya est libérée et va pouvoir se marier avec Abu. Moughal libère aussi toutes les femmes de sa tribu des anciennes traditions de la cruauté sexuelle qui sont inhumaines, elles peuvent balader dans les environs et montrer leurs visages.

## Distribution
- Richard Dean Anderson : Jack O'Neill
- Amanda Tapping : Samantha Carter
- Christopher Judge : Teal'c
- Michael Shanks : Daniel Jackson
- Don S. Davis : George Hammond (crédité mais absent)
- Cary-Hiroyuki Tagawa : Turghan
- Jorge Vargas : Abu
- Soon-Tek Oh : Moughal
- Crystal Lowe : Nya
- Marilyn Chin : Femme du clan